# Rabia (Irak)
Rabia (arabisch ربيعة, DMG Rabīʿa; kurdisch ڕەبیعە) ist eine an der Grenze zu Syrien und dem Grenzübergang al-Yaʿrubiyya gelegene Kleinstadt im Nordwesten des Irak. Sie liegt an der Straßenverbindung (Autobahn 1), die vom syrischen Qamischli nach Mossul und von dort weiter in den Süden führt. Verwaltungsmäßig gehört Rabia zum Distrikt Tal Afar des Gouvernements Ninawa.

## Wirtschaft
Ninawa zählt nicht nur zu den irakischen Gouvernements mit der höchsten Armut, sondern auch zu jenen mit der schlechtesten Sicherheitslage. Die durch den Vormarsch der Kämpfer des Islamischen Staates (IS) ausgelöste Irakkrise 2014 hat die Wirtschafts- und Sicherheitslage abermals dramatisch verschärft und zahlreiche Menschen zum Verlassen ihrer Wohnsitze gezwungen. Dementsprechend war und ist der Schmuggel mit Gütern aller Art einer der wichtigsten Wirtschaftszweige der noch in Rabia ansässigen Bevölkerung.

## Geschichte
Im Zuge des rasanten Vormarsches der Dschihadisten des IS waren Berichten zufolge bis Mitte Juni 2014 200 bis 300 Familien aus anderen Landesteilen nach Rabia geflüchtet, das schon bald der einzige Grenzübergang nach Syrien war, der sich noch unter Kontrolle der irakischen Regierung – konkret: der mit ihr verbündeten kurdischen Peshmerga – befand.
Im weiteren Verlauf ihrer Offensive, vor der sich die kurdischen Kräfte in diesem Raum zurückzogen, brachten die IS-Kämpfer auch die Stadt und ihr Umland unter ihre Kontrolle. Am 30. September 2014 begannen die kurdischen Peshmerga im Rahmen ihrer Gegenoffensive mit der Rückeroberung der Stadt. Dabei wurden sie von lokalen Stammesangehörigen und der Luftwaffe Großbritanniens unterstützt, das mittlerweile der internationalen Militärkoalition gegen den Islamischen Staat beigetreten war. Bis 1. Oktober 2014 war es den Verbündeten gelungen, die IS-Kämpfer bis auf rund 30, die sich in einem noch nicht fertiggestellten Spitalsgebäude verschanzt hatten, aus dem Stadtgebiet zu vertreiben. Nach kurdischen Angaben waren bei den Kampfhandlungen 12 IS-Kämpfer getötet worden.